# Ferrari SF71H
A Ferrari SF71H egy Formula–1-es autó, melyet a Scuderia Ferrari tervezett meg és gyártott le, hogy ezzel versenyezzen a 2018-as Formula–1 világbajnokságon. Az autót Sebastian Vettel és Kimi Räikkönen vezette, első éles bevetése pedig a 2018-as Formula–1 ausztrál nagydíjon volt. Vettel által adott becenevén ez a modell a "Loria". A Santander, mint főszponzor visszavonulása miatt az autón jóval kevesebb lett a fehér szín, és hangsúlyosabb a vörös. Japántól kezdve a Phillip Morris International promóciójában a "Mission: Winnow" feliratok kerültek a főszponzor helyére.
Az SF71H volt a turbókorszak addigi legsikeresebb Ferrarija: hat győzelmet és 24 dobogós helyezést szereztek vele. Bár a szezon elején egyértelműen a mezőny legerősebb autója volt, később visszaesést produkáltak, és ez mindkét bajnoki cím elvesztéshez vezetett.

## Kinézete és fejlesztések
Az SF71H-nak az elődjénél, az SF70H-nál hosszabb a kerekek közötti távolsága, és megújították a hűtési rendszert is. A Ferrari tovább fejlesztette azt a filozófiáját, hogy az ütközőzónát a terelőszárnyakon kívülre helyezze át. Bár a cápauszony-motorborítást betiltották, egy ahhoz hasonló, de jóval apróbb megoldást szereltek fel. A Spanyol Nagydíjon debütált újítással a kötelezően alkalmazandó fejvédő keret ("glória") szélére rögzítették a visszapillantó tükröket és egy apró szárnyat, de ezt az FIA nem engedélyezte.
Szingapúrra új fejlesztéseket raktak fel, amelyek nagyon nem váltak be. A Ferrari látványosan visszaesett, és mivel az orosz és a japán nagydíjak következtek ezután, ezek jellegéből adódóan nem is tudták kiértékelni a hibákat. Az USA nagydíjára aztán minden újítást levettek és így a teljesítmény újra megnőtt - de ekkor már késő volt, mert a Mercedes három futam alatt behozhatatlan előnyre tett szert.

## A szezon
Már a kezdetekkor látszott, hogy a Ferrari ebben az évben még erősebb kihívója lesz a Mercedes csapatának, mint az előzőben volt. Már nemcsak futamgyőzelmekre voltak képesek, hanem különösebb nehézség nélkül elérték a pole pozíciót is. Az idénynyitó ausztrál versenyt Vettel megnyerte, Räikkönen pedig harmadik lett. Bahreinben Vettel ismét nyert, aki pole pozícióból indult, de Räikkönen kiesett. Kínában egy balszerencsés futamon Vettel csak a nyolcadik helyen végzett, egy Max Verstappennel történt ütközést követően. Ezután Kanadában Vettel ismét nyert, majd a Brit Nagydíjon is. Németországban aztán egy esős futamon banális hibát vétve a safety car mögött haladva Vettel az élről csúszott ki és állt a gumifalba. Ekkor egy kisebb teljesítménybeli visszaesés történt, majd a Belga Nagydíjon ismét győzött Vettel. Olaszországban Räikkönen hosszú idő után először indulhatott pole pozícióból, de a csapat eltaktikázta magát, így a győzelmet nem szerezte meg, csak második lett, Vettel pedig negyedik. Miután Vettel az évben több győzelmet nem aratott, sőt többször még a dobogóra sem fért fel, világbajnoki esélyei elszálltak, és csak második lett. A Ferrari viszont egészen a végsőkig harcban volt a konstruktőri címért, köszönhetően Räikkönen formájának. A finn parádés versenyzéssel megnyerte az USA nagydíjat, majd két harmadik helyezést ért el. Bár utolsó futamán, mely a Ferrarinál búcsúversenye volt, kiesett, még így is a világbajnoki harmadik helyet érte el.

## Teljes Formula—1-es eredménysorozata
| Év   | Csapat           | Motor                    | Abroncs | Versenyzők       | Nagydíj | Nagydíj | Nagydíj | Nagydíj | Nagydíj | Nagydíj | Nagydíj | Nagydíj | Nagydíj | Nagydíj | Nagydíj | Nagydíj | Nagydíj | Nagydíj | Nagydíj | Nagydíj | Nagydíj | Nagydíj | Nagydíj | Nagydíj | Nagydíj | Pontok | Helyezés |
| Év   | Csapat           | Motor                    | Abroncs | Versenyzők       | AUS     | BHR     | CHN     | AZE     | ESP     | MON     | CAN     | FRA     | AUT     | GBR     | GER     | HUN     | BEL     | ITA     | SIN     | RUS     | JPN     | USA     | MEX     | BRA     | ABU     | Pontok | Helyezés |
| 2018 | Scuderia Ferrari | Ferrari 062 EVO 1.6 V6 t | P       |                  |         |         |         |         |         |         |         |         |         |         |         |         |         |         |         |         |         |         |         |         |         |        |          |
| 2018 | Scuderia Ferrari | Ferrari 062 EVO 1.6 V6 t | P       | Kimi Räikkönen   | 3       | Ki      | 3       | 2       | Ki      | 4       | 6       | 3       | 2       | 3       | 3       | 3       | Ki      | 2       | 5       | 4       | 5       | 1       | 3       | 3       | Ki      | 571    | 2.       |
| 2018 | Scuderia Ferrari | Ferrari 062 EVO 1.6 V6 t | P       | Sebastian Vettel | 1       | 1       | 8       | 4       | 4       | 2       | 1       | 5       | 3       | 1       | Ki      | 2       | 1       | 4       | 3       | 3       | 6       | 4       | 2       | 6       | 2       | 571    | 2.       |